# Шатрова, Вера Михайловна
Ве́ра Миха́йловна Шатро́ва (урождённая Вера Моисеевна Шапиро; 4 ноября 1918, Черняев, Туркестанская АССР — 14 октября 2008, Екатеринбург) — советская театральная актриса, народная артистка РСФСР (1969).

## Биография
Родилась 4 ноября 1918 года в Чимкенте. В 1941 году окончила экономический факультет Московского инженерно-экономического института, принимала участие в студенческих спектаклях. После института работала в Горфинуправлении в Москве.
Во время Великой Отечественной войны эвакуировалась на Урал и попала в Челябинск, где играла в любительских спектаклях местного Дома офицеров.
В 1944—1945 годах работала в Челябинской филармонии. В 1945—1949 годах играла в Чкаловском драматическом театре. В 1949—1950 годах служила в Брянском драматическом театре.
С 1950 до 2007 года была актрисой Свердловского академического театра драмы. Сыграла более 300 ролей.
Избиралась депутатом Свердловского Горсовета (1968—1973). Была заместителем председателя и членом правления Свердловского отделения Всероссийского театрального общества.
Скончалась 14 октября 2008 года. Похоронена на Широкореченском кладбище Екатеринбурга.

## Работы в театре
- «Антоний и Клеопатра» У. Шекспира — Клеопатра
- «Бесприданница» А. Островского — Лариса Огудалова
- «В день свадьбы» В. Розова — Нюра
- «Гамлет» У. Шекспира — Гертруда
- «Гнездо глухаря» В. Розова — Судакова
- «Деревья умирают стоя» А. Касоны — Бабушка
- «Дорогая Памела» Дж. Патрика — Памела
- «Золотопромышленники» Д. Мамина-Сибиряка — Анисья
- «Кикимора» В. Перуанской — Анна Константиновна
- «Месяц в деревне» И. Тургенева — Наталья Петровна
- «Плоды просвещения» Л. Толстого — Звездинская
- «Сомов и другие» М. Горького — Лидия
- «Старые друзья» Л. Малюгина — Тоня
- «Таланты и поклонники» А. Островского — Негина
- «Традиционный сбор» В. Розова — Агния
- «Укрощение строптивой» У. Шекспира — Катарина
- «Энергичные люди» В. Шукшина — Вера Сергеевна

## Награды и премии
- заслуженная артистка РСФСР (13.09.1956)[2]
- народная артистка РСФСР (1969)
- орден «Знак Почёта» (1981)
- диплом 1-й степени Всесоюзного фестиваля драматических и музыкальных театров, ансамблей и хоров (1957)
- премия Правления Свердловского отделения СТД РФ (ВТО) «И мастерство, и вдохновение…» на конкурсе и фестивале «Браво!»—2000 — за высокое служение искусству (2001)[3]